# Der Pornojäger – Eine Hatz zwischen Lust und Politik
Der Pornojäger – Eine Hatz zwischen Lust und Politik ist ein deutscher Dokumentarfilm von Peter Heller. Der Film wurde am 10. Oktober 1989 in der ARD und 1990 in den deutschen Kinos gezeigt.

## Inhalt
Der Dokumentarfilmer Peter Heller begleitete den gelernten Fotografen Martin Humer für ein Dreivierteljahr mit der Kamera bei seinem Kampf gegen die Pornographie und an seinem Wohnort Waizenkirchen. Neben Humer wird dessen Gegenspieler, der Pornoproduzent Peter Janisch porträtiert.

## Kritik
Christof Boy urteilte für die taz, dass Der Pornojäger zunächst als gelungene Groteske erscheine, wie Humers Kampagne gegen die Pornoindustrie und sein Zweikampf mit dem Herausgeber von Pornos Peter Janisch dargestellt würde. Aber der Dokumentarfilm habe gesellschaftliche Bedeutung. Es gelänge Heller, „in diesem schwierigen Bereich gesellschaftlich legitimierter Pornographie die Balance zu halten. Im Grunde genommen entlarvt er beide, den Pornojäger und seinen Intimfeind, als Spießbürger, die so fern gar nicht sind.“
Für Rainer Weber im Spiegel wurde sowohl der Moralspießer Humer, wie auch die Spießigkeit der Pornoindustrie durch den Originalton in einer Realsatire gezeigt. Der Pornojäger würde Humer und Janisch „am Ende entlarven die beiden Selbstsatiriker, daß sie nach all den im symbiotischen Clinch verbrachten Jahren ohne einander nicht mehr leben mögen - treu einander begleitende Teile eines keifenden Ehepaares.“
Das Lexikon des internationalen Films resümiert: „Der Film zeigt die Widersprüche zwischen Moralität und Fanatismus, ebenso die Janusköpfigkeit von pornografischem Konsumverlangen und menschenverachtender Lustindustrie; seine zeitkritischen Beobachtungen verlieren da an beklemmender Wirkung, wo er sich nur noch am schmuddeligen Privatkrieg zweier Streithähne delektiert.“